# 圣彼得广场一号
圣彼得广场一号（One St Peter's Square）是英格兰曼彻斯特的一座高层办公楼，位于曼彻斯特市中心的圣彼得广场。
2011年底-2012年4月，建于1960年的 Elisabeth House被拆除。
建造新楼的计划于2010年获得批准，包括268,000 sq ft（24,900 m2）的办公空间。工程开始于2012年5月，完成于2014年。圣彼得广场一号地处该市的历史风貌区，与该建筑毗邻的米德兰酒店、曼彻斯特中央图书馆和曼彻斯特市政厅扩建，全部是二级登录建筑，需要遵守严格的保护区法规，与周围的历史建筑协调。

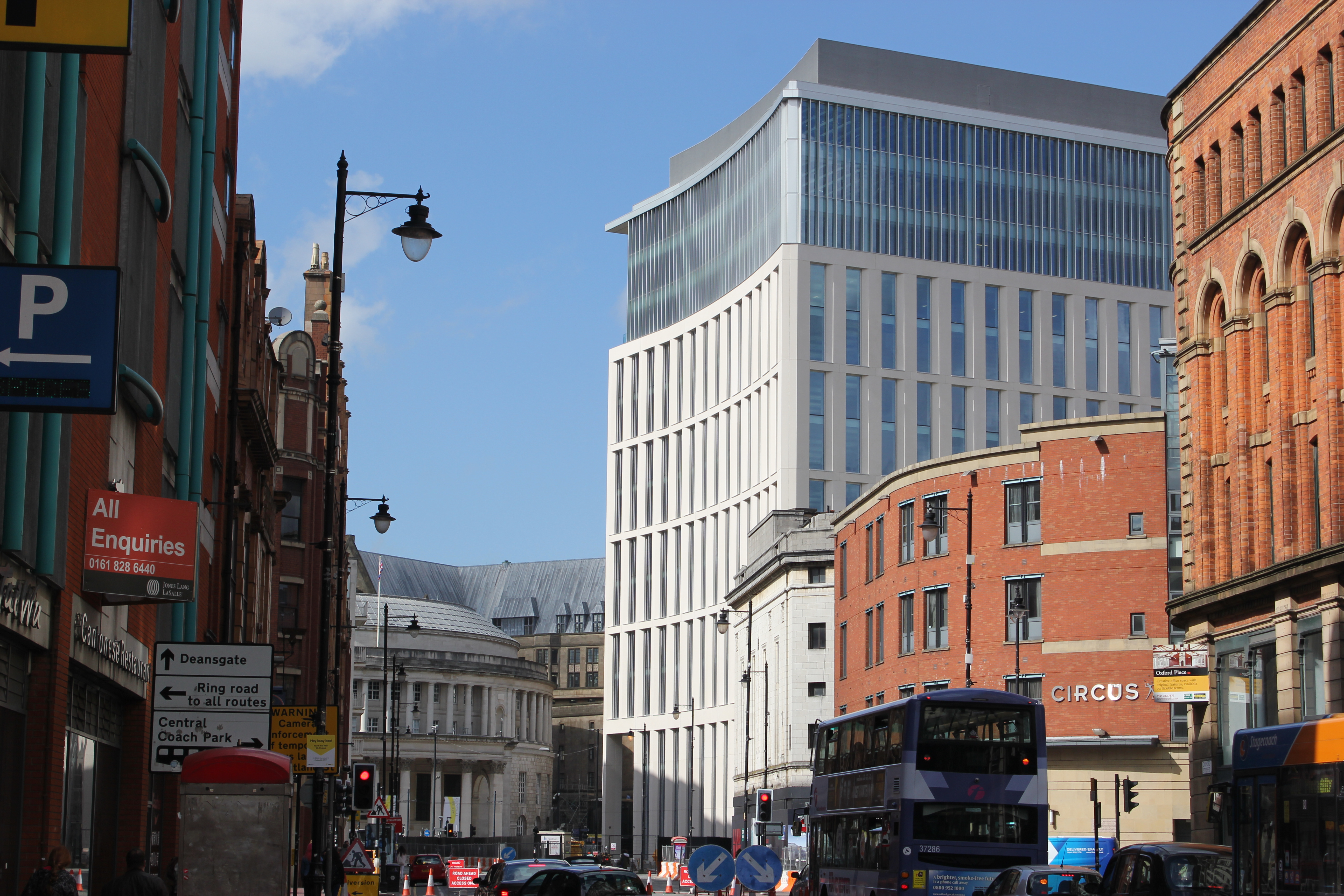